# 干学伟
干学伟（1917年—2016年11月12日），男，浙江宁波人，中国电影导演、电影教育家，北京电影学院教授，曾任中国电影家协会理事。